# Spore
Spore es un videojuego de simulación de vida y estrategia para Apple Macintosh y Microsoft Windows desarrollado por Maxis y diseñado por Will Wright que simula la evolución de una especie desde las etapas más primitivas (seres unicelulares), hasta la colonización de la galaxia por parte del ser evolucionado. Su concepto, alcance y filosofía del desarrollo han captado una amplia atención. Con estos datos, se podría decir que es un excelente experimento lamarckista. 
En esencia, Spore es un juego desarrollado por EA de "evolución", ya que el jugador decide el proceso evolutivo de la criatura, aunque de un modo más amplio: el jugador modela (y esto quiere decir que "dibuja" libremente la totalidad del personaje utilizando piezas que la criatura va consiguiendo a lo largo de tu "aventura", tal como si se tratase de una masilla) y guía una especie a través de muchas generaciones haciéndola crecer desde un simple organismo unicelular y convirtiéndola en un animal más complejo, hasta que la especie llega a alcanzar un cierto nivel de inteligencia. En este punto el jugador comienza a modelar y a dirigir a esta sociedad, progresando desde los albores de la civilización hasta alcanzar la capacidad de explorar el espacio. 
El juego primero fue revelado y demostrado al público durante un discurso en la generación procesal en la conferencia 2005 de los desarrolladores. Fue publicado por Electronic Arts el 7 de septiembre de 2008 en los Estados Unidos, y el 5 en Europa y Brasil (fecha oficial). El precio del juego ronda las 49,95 € (la versión normal) mientras que en la descarga directa digital el precio sube a 56,95€. También existe una edición especial llamada "Galactic Edition" que incluye dos DVD extra ("Cómo se hizo" y "Cómo hacer la mejor creación"), un libro de "El arte de Spore" y un póster desplegable que muestra la amplitud del juego, ambos en inglés con subtítulos en castellano. EA lanzó el 17 de junio al mercado el Creador de Criaturas al completo a un precio de 9,95 €, y está disponible una versión gratuita desde la página oficial de Spore que contendrá un 25% de la funcionalidad de la versión de pago. Esta aplicación está incluida en el juego definitivo Spore.
A pesar de sus medidas antipiratería se convirtió en el juego más pirateado de la historia, llegando a las 500.000 descargas ilegales solo en sus primeros 10 días
Para las plataformas PC, Mac, Nintendo DS y móviles. El 8 de septiembre surgió la versión para iPhone y iPod Touch.

## Estadios
Spore es una simulación que abarca del nivel celular al nivel galáctico. Consiste en varias fases más o menos largas, denominadas estadios, cada una con su propio estilo de juego, y una vez que la barra de ADN que está ubicada en la parte inferior se llena, el jugador obtiene la posibilidad de evolucionar y pasar al siguiente estadio, o, de lo contrario, quedarse jugando en el actual. Los estadios existentes son: de célula, de criatura, tribal, de civilización y del espacio. En su discurso de GDC, Wright comparó el estilo del juego de cada fase a un juego existente.

### Estadio de célula
El juego empieza en esta fase (tras una introducción en la que un asteroide cae en el planeta que crea un nuevo ser -- Panspermia), y además es la única en 2 dimensiones, donde se verá el mundo como si se hiciese a través de un microscopio. Se controlará un único organismo unicelular, el cual hay que alimentar mediante núcleos de nutrientes o de otras criaturas, que tendrán sistemas de defensa, por lo que no todas ellas serán comestibles. También hay que evitar a otras criaturas de las cuales el jugador será el alimento.
Al iniciar el juego nos pide que elijamos nuestra dieta, ya sea carnívoro o herbívoro, y omnívoro. Durante el desarrollo de la etapa hay dos barras de estado, las cuales son la salud y los puntos de ADN. La salud indica el estado de nuestra criatura y en caso de vaciarse se habrá perdido y por tanto nuestro individuo morirá y pasaremos a controlar a otro de la misma especie pero empiezas con la misma chica. Por otro lado, el ADN sirve para indicar cuán cerca se está de alcanzar la siguiente etapa de evolución, la cual se alcanzará cuando esta barra se haya llenado por completo. Sin embargo, la barra de ADN, al igual que en las siguientes etapas, presenta subdivisiones cada determinado número de puntos de ADN, las cuales, al ser alcanzadas, permiten desbloquear nuevas partes para nuestra criatura. Conseguiremos un punto de ADN por trozo de carne o de planta comido. Una vez que se llena y alcanza la primera subdivisión, aparece en la pantalla un mensaje que dice que busquemos una pareja mediante la opción "llamada" con lo cual se accede al editor de criaturas y se hace evolucionar a nuestra criatura.
En esta fase el editor es muy rudimentario, ofreciendo unas opciones reducidas para personalizar nuestra criatura como pueden ser una mejor defensa, ataque o velocidad, mayor capacidad de alimentarse, la forma de la criatura, etc. Una vez conseguidos suficientes puntos de ADN y llena la barra de ADN, se alcanzará la Fase de Criatura, cambiando la vista del juego a tercera persona y mostrando el aspecto que tendrá la criatura.

### Estadio de criatura
Esta fase comenzará en la tierra con una vista tridimensional. Al igual que en la fase anterior, se controlará una sola criatura, aunque se puede crear un grupo de ellas (de la misma especie o no) si se interactúa lo suficiente con ellas. También habrá otras criaturas, alguna de ellas muy simples y pequeñas y otras más complejas y grandes pero que podrán ser utilizadas como alimento para la nuestra o como aliados, aunque también habrá depredadores que tendrán como alimento al jugador.
También existen unas criaturas gigantescas en este estadio: las criaturas épicas. Son versiones gigantes de las criaturas, muy difíciles de cazar y no existe un editor para estas criaturas. A veces, el juego usa criaturas que estén almacenadas (por ejemplo: si tengo una criatura de cuello alto llamada Galapas, el juego puede utilizar a esa criatura como un épico). Estas criaturas gigantescas son las más peligrosas (siendo las segundas las criaturas únicas) y además tienen habilidades diferentes, como lanzar bolas de fuego de la boca o poder agarrar criaturas y lanzarlas, hasta a veces masticarla. Además, existe otro tipo especial de criaturas: los pícaros, que poseen 250 puntos de salud y un alto nivel tanto de ataque como social. Generalmente van en solitario y es fácil aliarse con ellos, consiguiendo una poderosa incorporación a la manada.
Para avanzar dentro de esta fase, el jugador deberá llamar a una pareja: una criatura de su misma especie pero del sexo opuesto. Una vez hecho esto aparecerá el editor de criaturas. En este creador (ya más avanzado que el anterior) se podrán definir los aspectos que tendrá la nueva generación, aunque hay puntos genéticos (como dinero), los cuales limitan la capacidad de hacer esto. Estos puntos se utilizan para adquirir diferentes elementos para nuestra criatura, los cuales tendrán un cierto coste y no se podrán utilizar más puntos que los que se tiene. También hay un limitador que aumenta al colocarse una parte, dependiendo de la parte y cuanto se le altere (ej: cambiar la posición de las rodillas o la forma de las piernas, alargándolas o campiando su ubicación de pie). Esta aumentará mucho o poco. Si llega al límite, no se pueden colocar más partes incluso si aún tienes ADN. Ten cuidado, ya que puede interponerse en tu camino una lluvia de asteroides.
Los diferentes elementos que se podrán añadir son: pies, manos, extremidades, bocas, sentidos, armas y accesorios (que dan características especiales a la especie). Estas partes deben ser encontradas por el jugador a lo largo del planeta. Cada uno de estas piezas tendrán características que definirán de qué tipo es nuestra criatura, indicándolo mediante parámetros como: velocidad, cautela, poder, sentidos, social, herbívoro y carnívoro. Las diferentes partes podrán colocarse en cualquier parte del cuerpo de la criatura (excepto manos y pies).

### Estado de tribu
En esta fase la especie creada por el usuario ha alcanzado un nivel de inteligencia tal que ha formado una tribu, y es donde la mecánica de juego se adentra ya en la estrategia en tiempo real.
El jugador ya no controlará a una sola criatura, sino que controlará a una tribu entera, que vive alrededor de una cabaña. Habrá tribus vecinas con las que la tribu del jugador tendrá que exterminar o socializar.
En esta fase el jugador ya no podrá editar el cuerpo de la criatura y tomará su forma definitiva, pero podrá ponerle pechero, máscara, etc, lo que añade al jugador unas cualidades especiales. En lugar de los puntos genéticos vistos anteriormente, el jugador dispondrá de comida, la cual podrá utilizar para desarrollar herramientas como armas, objetos de entretenimiento, etc. 
La comida se podrá obtener a través de la pesca de algas (herbívoro) o pescado (omnívoro y carnívoro), la caza (omnívoro y carnívoro), la recolección (omnívoro y herbívoro) o la ganadería (todos). Dependiendo de los elementos que se vayan entregando a los habitantes de la tribu del jugador, estas desarrollarán una personalidad o una forma de ser que puede hacer que la especie tenga predilección por la diplomacia, o ser agresiva (o estar en el medio). Una vez derrotadas o aliadas cinco tribus se avanzará hasta la Fase Ciudad o Estadio de civilización
Una pequeña curiosidad es que si se pulsa la hoguera de la tribu, haremos que la especie del usuario empiece a bailar con música mexicana.

### Estadio de civilización
A esta fase se accede cuando una tribu derrota o se alía con otras cinco, momento en el cual se convierte en una ciudad. Se podrán construir diferentes edificios como casas, fábricas o lugares de ocio. Del mismo modo que en la fase anterior se podían adquirir diversas herramientas, aquí se podrán editar las construcciones del mismo modo que en las anteriores fases: a través de un editor, esta vez más complejo que el creador de criatura, con más posibilidades y opciones.
La etapa es del estilo del juego Civilization.
Una civilización está formada por más de una ciudad, las cuales proveen de recursos. En este punto el jugador deberá definir cuál será su política con respecto a otras civilizaciones: siendo diplomáticos con ellas o si las conquistará. También puede decidirse qué tipo de comunicaciones se van a tener con esas civilizaciones, siendo estas militares, económicas o religiosas, creando alianzas o simplemente conquistando sus ciudades y hacerse con el control de sus recursos. La comida pasa a ser reemplazada por las "Esporetas", divisa que también se mantendrá durante el estadio del espacio.
Se podrán desarrollar vehículos que podrán ser terrestres, acuáticos o voladores y definiendo qué características tendrán. Sin embargo, para poder tener acceso a los vehículos acuáticos y voladores se deben capturar un número específico de ciudades enemigas. De esta forma se consigue la tecnología necesaria. Los vehículos tienen varias funciones: capturar surtidores de especia, conquistar ciudades, acabar con otros vehículos (militares), transportar dinero (económicos), etc.
Anteriormente, la etapa estaba dividida en ciudad y civilización.
Para pasar a la siguiente etapa, se debe lograr la unificación global, conquistando, comprando, o imponiendo la misma religión a todas las 12 ciudades. Entonces, se podrá acceder a la tecnología de las naves espaciales y se entrará en la Fase Espacial.

### Estadio del espacio
Una vez desarrollado un vehículo capaz de viajar por el espacio, se accederá a la fase galáctica. Se podrá explorar la galaxia, contactando con otras civilizaciones, investigando y obteniendo recursos.
Los diferentes sistemas solares que están a lo largo de toda la galaxia están compuestos por planetas o por discos de materia (incluso se encuentra nuestro sistema solar). Esos sistemas podrán ser investigados en busca de vida inteligente, aunque también se pueden colonizar planetas o investigarlos en busca de diferentes tipos de seres para comerciar con ellos o simplemente para estudiarlos.
A la hora de colonizar planetas hay que tener en cuenta el tipo de planeta. Este puede no tener atmósfera, por lo tanto sería inhabitable, pero se pueden construir ciudades protegidas por un campo, o también se pueden terraformar utilizando diferentes métodos para hacerlo habitable.
Por otro lado, también hay que tener cautela con las nuevas especies avanzadas que el jugador puede encontrar. Estas pueden ser pacíficas y tratar bien con el jugador, o cautelosas, teniendo que ganarse su apoyo o pueden ser agresivas, viendo como una amenaza al jugador e incluso declarándole la guerra.
La nave espacial tendrá herramientas de comunicación, escaneo, munición, radar, modificación del terreno y rayos para abducir. Con esto se podrá experimentar con otras criaturas de otros planetas así como modificar el terreno, y munición para defenderte de otras criaturas que probablemente te hayan tomado como amenaza.
A medida que el jugador contacte con otras razas, estas le encargarán al jugador una serie de misiones las cuales pueden ser aceptadas o no. Dichas misiones permitirán al jugador obtener recursos y la confianza de los otros imperios.
Cuando uno comienza a adentrarse en el juego, el jugador comienza a recibir llamadas de otros imperios que informan sobre ataques de una raza alienígena llamada grox. Son unos personajes que atacan sin razón aparente y son agresivos con cualquiera. Estos son difíciles de atacar por encontrarse muy cerca del centro de la galaxia y sus vastos planetas conquistados. Socializar es una opción, aunque muy costosa, además que al hacerlo entrarás en guerra con todos los demás imperios y te derrotarán.
Al realizar determinadas acciones, el jugador obtendrá medallas que dan acceso a herramientas, y estas a su vez posibilidades de colonizar y terraformar planetas, interactuar con otras especies, etc. Las medallas también dan acceso al jugador ciertas herramientas que al pasar el tiempo conducirán al objetivo primario de la fase espacial: llegar al centro de la galaxia.

#### La misión más importante
Está misión solo se puede completar cuando el jugador esté en el estadio del espacio. Consiste en ir al centro de la galaxia, que es un gigantesco cuásar rosa. De ese modo podrás contactar con "Steve", y te dará "El Cayado de la Vida", aunque solo contiene 42 cargas.
Este artilugio terraforma el planeta a nivel 3 (T3), creando sus plantas y animales.
También puede ser usado como arma en contra de los grox, ya que estos solo pueden existir en planetas sin vida, con lo que al nivel de terrapuntuación 1 (T1) mueren.

#### Tipos de planetas
Aunque los planetas de Spore (que son 1.500.000) tengan un diferente color, superficie y estrella, se clasifican por varios tipos de planetas:
- Planetas de lava: normalmente son de color rojo-negro, tienen una parte de las superficie cubierto de lava y hay volcanes que escupen fuego.

- Planetas helados: en estos planetas hay géiseres, tormentas electromagnéticas y sobre todo, nieve y hielo en su superficie. También pueden tener mares helados.

- Planetas gaseosos: no se pueden aterrizar en ellos, pero tienen lunas.

- Planetas templados: el color de las superficie varía. Pueden ser habitables, pero muchas veces no tienen atmósfera.

También hay planetas con vida, los que tienen subcategorías:
- Planetas de vegetación: son poco comunes, pero en estos planetas solo hay plantas, y no animales. Puede que en estos planetas la vida animal todavía no esté en tierra firme. En Spore, la Tierra está en este estado, con una terraformación nivel 1.

- Con vida simple: en estos planetas solo están plantas y animales. Son los más comunes.

- Con vida inteligente: estos planetas tienen vida inteligente que se dividen en tres categorías: tribu, civilización y espacio. Solo puedes comunicarte con los del espacio.

### Estadios eliminados
Antes de lanzar el videojuego de Spore, se pensaba que los estadios de evolución de Spore (2005) serían ocho (molécula, célula, criatura marina, criatura, tribu, ciudad, civilización y espacio), pero se eliminaron tres de ellos en 2007 (antes de salir el juego en 2008) por diversas causas:
- Estadio de molécula: se trataba de un estadio similar al Tetris, para crear la célula. El estadio de molécula se eliminó de la versión final debido a que en esta aparece la panspermia, y no las reacciones moleculares como método de aparición de la vida en el planeta.
- Estadio acuático o criatura marina: estaría entre los estadios de célula y criatura, pero se eliminó por problemas con el control y la navegación.[cita requerida]
- Estadio de ciudad: situado entre los estadios de tribu y civilización, estaría ambientado en las ciudades de la Edad Antigua y Edad Media. No se sabe la causa de su desaparición. Puede ser porque iba a consumir mucha memoria (de la computadora) o por el presupuesto (para hacer el juego con este estado), por los controles, o porque las obras de arte, descubrimientos, o sentimientos del personaje no serían suyos, por el espacio requerido para hacer tu ciudad (ej: cinco ciudades grandes en un planeta).

## Creadores
Spore incluye varias herramientas con las que se pueden crear nuevas especies, vehículos, edificios y naves espaciales. 

### Creadores eliminados
Antes había un editor de flora (plantas), cabañas y terreno (planetas). En Spore Aventuras Galácticas habría el editor de terreno o planetas y capitanes. Finalmente el editor de flora no llegó a ser incluido en la expansión Aventuras Galácticas. En la primera entrega de Spore sin embargo se incluyen una serie de herramientas para poder "cambiar el planeta" a tu gusto, no con mucha variedad pero es posible crear agua, cañones e incluso cambiar el color del planeta entre muchas otras posibilidades.

El acceso a algunos de estos editores se puede realizar mediante el uso de mods o con comandos al iniciar el juego.
También habría un creador de pasteles para algún uso, pero al final es una referencia a Portal (videojuego), mas especificamenta a la frase "el pastel es una mentira"

## Base de datos
En principio, el DVD contiene una base de datos suficientemente amplia como para poder generar todos los planetas y criaturas que se pueden necesitar en una partida, aunque si el jugador tiene acceso a Internet podrá acceder a una base de datos en línea en la que según se vayan creando criaturas, planetas, etc. estas serán enviadas para acrecentar la variedad de estas y permitiendo al propio juego acceder a ella para obtener elementos creados por otros usuarios del mundo.
En la página oficial del juego se encuentra la base de datos de todas las criaturas que van creando los jugadores. Estas se podrán descargar manualmente por el usuario.
Incluso aunque el jugador original que creó las criaturas que ahora pueblen tu universo esté desconectado, sus criaturas intentarán imitar el comportamiento de su creador.

## Curiosidades
- Existen unos secretos incluidos como el detalle. El jugador puede, utilizando el ratón, mando o flechas del cursor, girar la imagen de la galaxia en el menú principal. Si realiza esta acción repetidamente, en poco tiempo aparecerán las imágenes de los desarrolladores del juego.

### Willosaurio
El Willosaurio, también conocido como Willosaurus, es una criatura carnívora trípeda mostrada por Will Wright en la Game Developers Conference 2005 (GDC 2005) para presentar el juego, siendo esta la primera criatura creada en Spore (al menos de cara al público).[cita requerida] Originalmente no tenía nombre, pero la comunidad comenzó a referirse a esta criatura con el nombre de Willosaurio en referencia a Will Wright.

### Modelos 3D reales
Actualmente hay en funcionamiento un nuevo sistema en el que los jugadores podrán enviar sus criaturas a una dirección para que por un precio de 49 dólares puedan recibir una escultura de tres dimensiones a escala de dicha criatura. No todas las criaturas pueden ser esculpidas: existen ciertas excepciones en algunas partes y formas de las criaturas.
No pueden tener partes demasiado finas, como púas muy largas, y el cuerpo debe tener un buen soporte entre otros.

### Steve
Steve es el personaje que se encuentra en el centro de la galaxia. Se cree que es un humano, no solo porque habla inglés sino porque se escucha decir: Estamos a punto de vender en multipropiedad uno de nuestros mayores sistemas estelares, y un extraño planeta ubicado en él. Simplemente mira la tercera roca del sistema Sol.
La definición "tercera roca desde Sol" es una referencia de la Tierra misma (nuestro planeta).
La curiosa nave de "Steve" aparece en la portada de SimCity 2000.
A pesar de ello, en Ciudad Aventura, del Spore Aventuras Galácticas esto se deriva a que Steve es un propietario de bienes raíces interestelar, y además su forma y aspecto fisíco es muy similar al de la especie plugal (consultar Sporepedia) con brazos. Esto claramente se ve en la galería de la ciudad mencionada.

## Los grox
Son unas criaturas muy agresivas que custodian el centro de la galaxia. Lucharán en contra tuya al intentar pasar por ellos. Aun así, si consigues aliarte a ellos obtienes el trofeo "Bailar con el Diablo" (pero el resto de los imperios de la galaxia te declararán la guerra). En caso contrario, si logras destruirlos obtendrás una medalla cuyo nombre es "La Medalla de los Mil Demonios". Una de las únicas formas de destruirlos es encontrar a Steve, quien te ayuda dándote el Cayado de la Vida. Este artefacto ayuda a destruir a los grox, los cuales no podrán sobrevivir al terraformar su planeta.

## Expansiones y packs de partes
- Spore: Factoría de Criaturas: publicado el 20 de noviembre de 2008. Contiene 100 accesorios y animaciones.

- Spore Galactic Adventures (primera expansión): se publicó el 2 de julio de 2009. Da la posibilidad de crear tus propias misiones y jugarlas en el estadio del espacio.

### Spore Edición Galáctica
Además del juego en solitario, también se lanzó la edición coleccionista de Spore llamada Spore Edición Galáctica, que incluye:
- Spore
- DVD "Cómo se hizo Spore"
- DVD "Cómo construir un ser mejor" del Canal National Geographic
- Libro de arte de Spore de 120 páginas
- Póster
- Guía acerca de Spore
- Creaciones de Maxis

## Otros juegos de Spore
Existen también otros juegos de Spore para otras consolas:
- Spore Creatures para NDS.
- Spore Hero (Spore: Héroes) para Wii.
- Spore Hero Arena (Spore: La batalla de los héroes) para NDS.
- Darkspore, juego derivado de Spore para PC.

### Fan sites en español
- Sporepedia2

- Datos: Q210844